# Prodidomus rodolphianus
Espèce
Prodidomus rodolphianus est une espèce d'araignées aranéomorphes de la famille des Prodidomidae.

## Distribution
Cette espèce est endémique du Kenya,. Elle se rencontre vers le lac Turkana.

## Description
La femelle holotype mesure 3,2 mm.

## Systématique et taxinomie
Cette espèce a été décrite par Dalmas en 1919.

## Étymologie
Son nom d'espèce lui a été donné en référence au lieu de sa découverte, le lac Rodolphe.

## Publication originale
- Dalmas, 1919 : « Synopsis des araignées de la famille des Prodidomidae. » Annales de la Société Entomologique de France, vol. 87, p. 290-340 (texte intégral).